# 113661 Augustodaolio
113661 Augustodaolio è un asteroide della fascia principale. Scoperto nel 2002, presenta un'orbita caratterizzata da un semiasse maggiore pari a 3,107109 UA e da un'eccentricità di 0,112544, inclinata di 13,767230° rispetto all'eclittica.
È dedicato a Augusto Daolio, cantautore e fondatore del gruppo musicale dei Nomadi. 